# Pero mithras
Pero mithras là một loài bướm đêm trong họ Geometridae.